# Andreas Kaplan

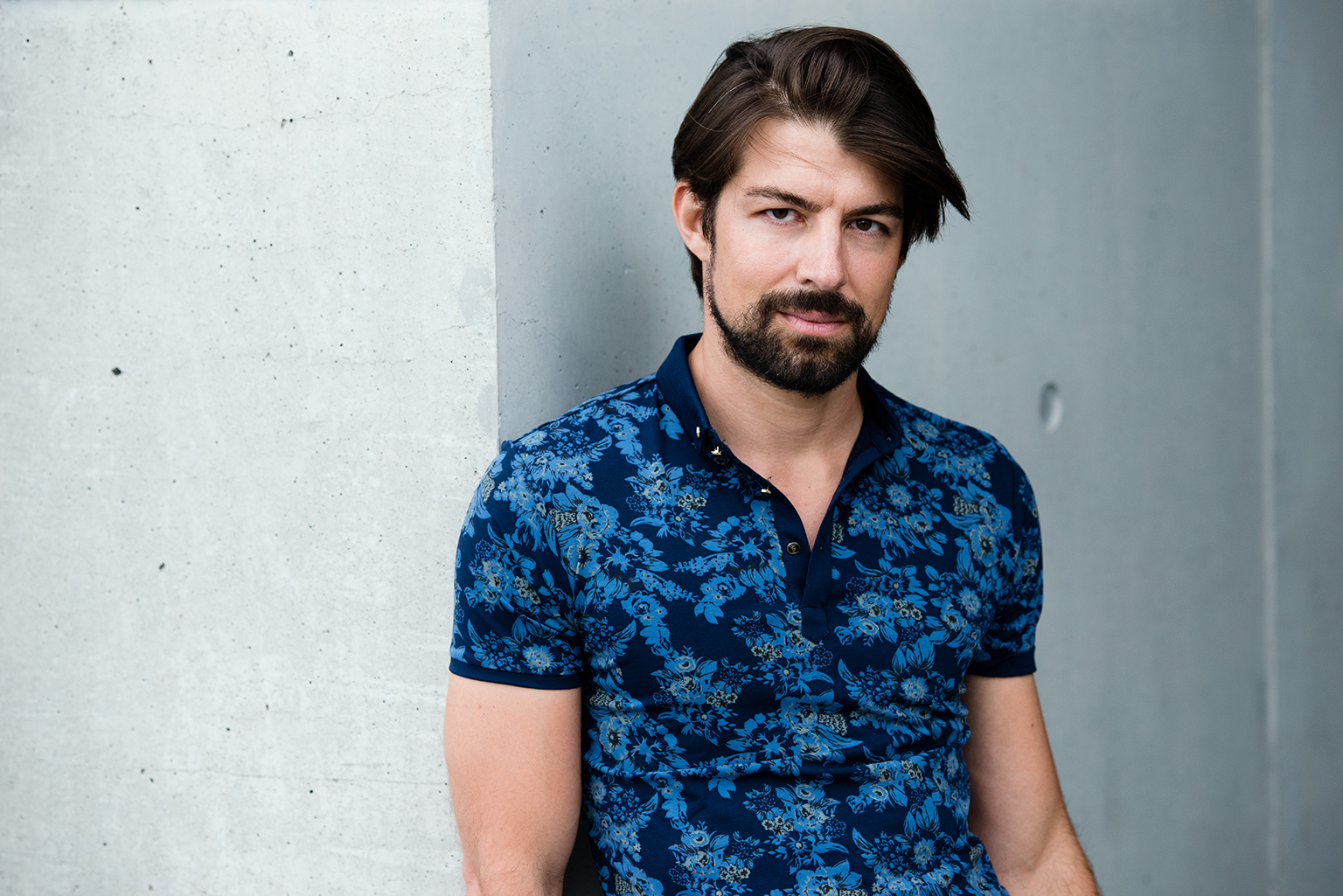
Andreas Kaplan

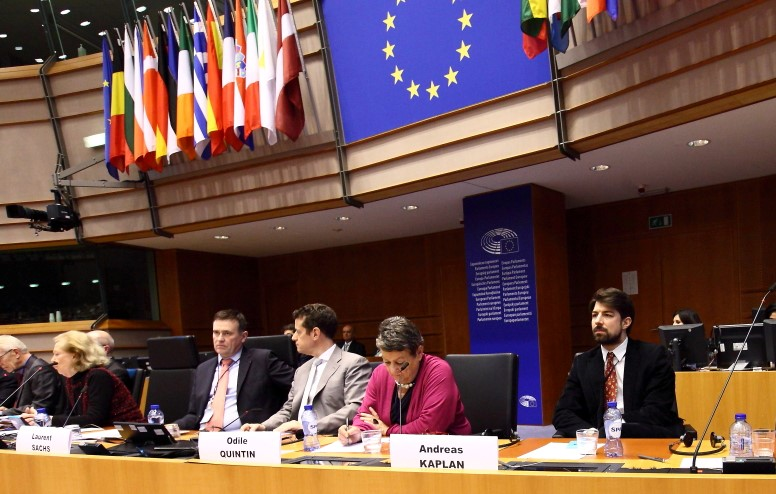
Parlament Europejski w Brukseli: Nicole Fontaine, Andreas Kaplan, Odile Quintin

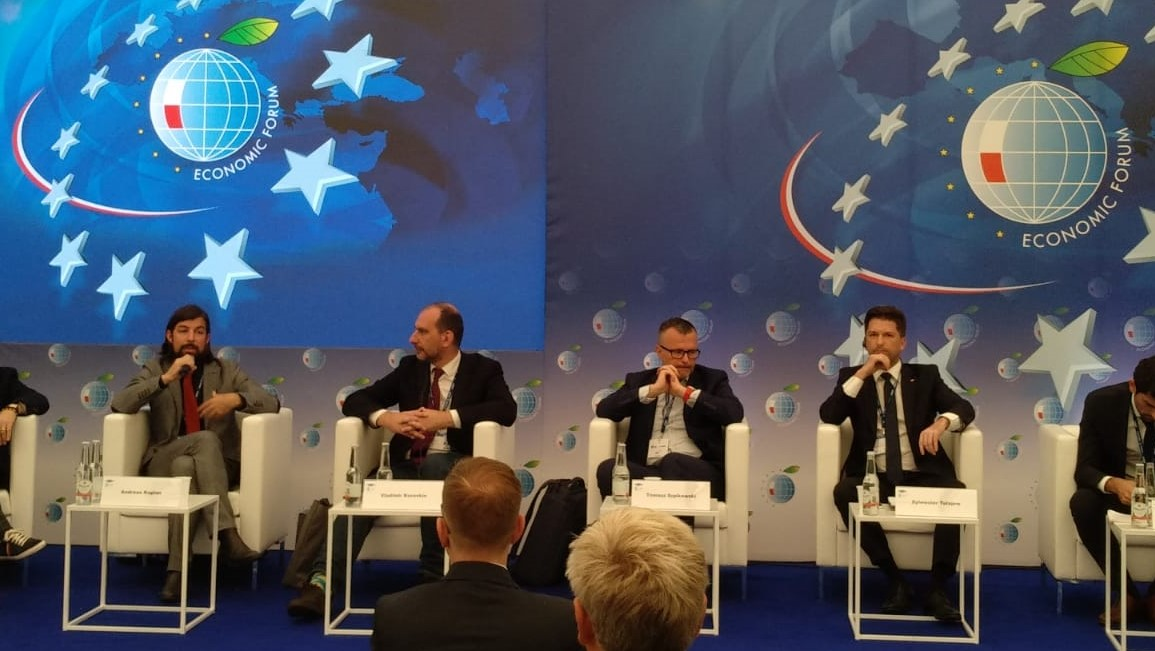
Andreas Kaplan, Vladimir Korovkin, Tomasz Szpikowski, Sylwester Tułajew, Forum Ekonomiczne w Krynicy 2019

Andreas Kaplan (ur. 5 października 1977 w Monachium) – profesor marketingu, rektor w ESCP Europe Business School w Berlinie / Paryżu. W badaniach naukowych specjalizuje się w takich obszarach jak: media społecznościowe, marketing wirusowy, transformacja cyfrowa. Piastował również stanowisko dziekana ds. akademickich w komitecie wykonawczym ESCP Europe, był również dyrektorem ds. komunikacji i marki. Dodatkowo pełnił funkcję kierownika katedry marketingu ESCP Europe.

## Życiorys
Kaplan urodził się 5 października 1977 i dorastał w Monachium w Niemczech. Jego matka, Anneliese Kaplan, była krawcową, a ojciec, Vincenc Kaplan, był ślusarzem. Kaplan uzyskał stopień licencjata w Uniwersytecie Ludwika i Maksymiliana w Monachium, a magistra w École Nationale d’Administration (MPA) oraz w ESCP Europe (MSc). Obronił doktorat na University of Cologne we współpracy z HEC Paris, stopień doktora habilitowanego uzyskał na Sorbonie. Był profesorem wizytującym w INSEAD, uczestniczył również w International Teachers Programme w Kellogg School of Management na Northwestern University.
Przed dołączeniem do ESCP Europe Kaplan pracował jako wykładowca w ESSEC Business School oraz Sciences Po Paris. Będąc szczególnie zainteresowanym przyszłością edukacji menedżerskiej w Europie i szkół biznesowych, Kaplan koncentruje się w swoich publikacjach na zarządzaniu europejskim, jak również na szkolnictwie wyższym i jego przyszłej ewolucji obejmującej wpływ procesów digitalizacji (MOOCs oraz SPOCs). Definiując Europę jako obejmującą „maksymalną różnorodność kulturową na minimalnej przestrzeni”, jest adwokatem edukacji w obszarze międzykulturowego zarządzania.

## Badania
Kaplan prowadził badania w obszarach innowacji, wartości klienta (CLV) oraz marketingu relacji, skupiając się na analizowaniu i opisywaniu transformacji cyfrowej w zarządzaniu i marketingu. Z ponad 22 000 odwołaniami do jego publikacji w Google Scholar, Kaplan został zaliczony przez John Wiley & Sons do grona 50 najlepszych autorów w dziedzinie biznesu i zarządzania. Kaplan otrzymał też nagrodę dla najlepszego artykułu Best Article Award przyznawaną co roku przez Business Horizons i sponsorowaną przez Elsevier, za publikację „If you love something, let it go mobile: Mobile marketing and mobile social media 4x4". Co więcej, artykuł „Users of the world, unite! The challenges and opportunities of social media” opublikowany w Business Horizons, jest cytowany ponad 16000 razy w Google Scholar, ponad 3500 razy w Scopus i ponad 300 razy w Business Source Premier, co czyni go jednym z najbardziej znanych tekstów w tej dziedzinie. Artykuł ten zajął również pierwsze miejsce na przygotowanej przez ScienceDirect corocznej liście 25 najczęściej pobieranych publikacji wśród wszystkich 24 głównych obszarów tematycznych znajdujących się w bazie Science Direct, od zarządzania po inżynierię, psychologię i neurobiologię, co oznacza, że był pobierany częściej niż każdy inny artykuł spośród około 13,4 miliona publikacji w tym zbiorze. Ostatnie badania Kaplana dotyczą wpływu sfery cyfrowej na szkolnictwo wyższe, jak np. pojawienie się MOOCs i SPOCs. Jego aktywności jako mówcy, komentatora i konsultanta konsekwentnie koncentrują się na tych tematach.

## Wybrane publikacje
- Andreas Kaplan, Higher Education at the Crossroads of Disruption: The University of the 21st Century, Great Debates in Higher Education, 2021, Emerald Publishing
- Kaplan, A. and M. Haenlein (2020) Rulers of the world, unite! The challenges and opportunities of artificial intelligence, Business Horizons, https://doi.org/10.1016/j.bushor.2019.09.003.
- Haenlein Michael, Kaplan Andreas (2019) A brief history of AI: On the past, present, and future of artificial intelligence, California Management Review, 61(4)
- Kaplan Andreas, Haenlein Michael (2019), “Siri, Siri in my Hand, who's the Fairest in the Land? On the Interpretations, Illustrations and Implications of Artificial Intelligence,” Business Horizons, 62 (1), 15 - 25
- Kaplan Andreas (2018): A School is a Building that Has 4 Walls – with Tomorrow Inside, Toward the Reinvention of the Business School, Business Horizons.
- Kaplan Andreas M. (2016): O Brave New World that has such Creatures [w:] How Digital Media shape Corporations, Organizations, and Society at Large, in Grzegorz Mazurek and Jolanta Tkaczyk, The impact of the Digital World on Management and Marketing, Akademia Leona Koźmińskiego w Warszawie, Poltext, 17-22.
- Kaplan Andreas M., Haenlein Michael (2016): Higher education and the digital revolution: About MOOCs, SPOCs, social media, and the Cookie Monster, Business Horizons, Volume 59.
- Pucciarelli F., Kaplan Andreas M. (2016): Competition and Strategy in Higher Education: Managing Complexity and Uncertainty, Business Horizons, Volume 59(3), 311-320.
- Kaplan Andreas M. (2014): European Management and European Business Schools: Insights from the History of Business Schools, European Management Journal, 32(4), 529-534.
- Kaplan Andreas M. (2012): If you love something, let it go mobile: Mobile marketing and mobile social media 4x4, Business Horizons, 55(2), 129–139
- Kaplan Andreas M., Haenlein Michael (2012): The Britney Spears universe: Social media and viral marketing at its best, Business Horizons, 55(1), 27–31
- Kaplan Andreas (2011): Social media between the real and the virtual: How Facebook, YouTube & Co. can become an extension of the real life of their users – and sometimes even more, Prospective Strategique, 38 (Mars), 8–13
- Kaplan A.M., Haenlein M. (2011): The early bird catches the news: Nine things you should know about micro-blogging, Business Horizons, 54(2), 105–113
- Kaplan A.M., Haenlein M. (2011): Two hearts in 3/4 time: How to waltz the Social Media – Viral Marketing dance, Business Horizons, 54(3), 253–263
- Kaplan Andreas M., Haenlein Michael (2010): Users of the world, unite! The challenges and opportunities of social media, Business Horizons, 53(1), 59–68